# Damir Mikec
Damir Mikec (serb. Дамир Микец; ur. 31 marca 1984 r. w Splicie) – serbski strzelec specjalizujący się w strzelaniu z pistoletu, mistrz olimpijski z Paryża i wicemistrz olimpijski z Tokio, trzykrotny wicemistrz świata, wielokrotny mistrz Europy, złoty i srebrny medalista igrzysk europejskich.

## Igrzyska olimpijskie
| Igrzyska | Miejscowość    | Konkurencja                 | Kwalifikacje | Kwalifikacje | Finał                  | Finał                  |
| Igrzyska | Miejscowość    | Konkurencja                 | Wynik        | Pozycja      | Wynik                  | Pozycja                |
| -------- | -------------- | --------------------------- | ------------ | ------------ | ---------------------- | ---------------------- |
| IO 2008  | Pekin          | Pistolet pneumatyczny, 10 m | 580          | 13.          | Nie zakwalifikował się | Nie zakwalifikował się |
| IO 2008  | Pekin          | Pistolet dowolny, 50 m      | 559          | 8. Q         | 655,8                  | 7.                     |
| IO 2012  | Londyn         | Pistolet pneumatyczny, 10 m | 578          | 17.          | Nie zakwalifikował się | Nie zakwalifikował się |
| IO 2012  | Londyn         | Pistolet dowolny, 50 m      | 558          | 16.          | Nie zakwalifikował się | Nie zakwalifikował się |
| IO 2016  | Rio de Janeiro | Pistolet pneumatyczny, 10 m | 575          | 25.          | Nie zakwalifikował się | Nie zakwalifikował się |
| IO 2016  | Rio de Janeiro | Pistolet dowolny, 50 m      | 551          | 18.          | Nie zakwalifikował się | Nie zakwalifikował się |
| IO 2020  | Tokio          | Pistolet pneumatyczny, 10 m | 578          | 8.Q          | 237,9                  | 2.                     |